# Distretto Manu'a
Il distretto Manu'a, in inglese Manu'a district, è una delle tre suddivisioni amministrative di primo livello, delle Samoa Americane, ha una superficie complessiva di 56,6 km² e in base al censimento del 2000, 1.378 abitanti.

## Geografia fisica
Il distretto Manu'a comprende l'omonimo gruppo di isole, formato da Taʻu, Ofu, Olosega e l'isolotto Nu'utele.
Lo United States Census Bureau certifica che l'estensione del distretto è di 519,12 km², di cui 56,68 km² composti da terra e i rimanenti 462,44 km² composti di acqua. 

### Fiumi e montagne
Il distretto comprende i seguenti fiumi e montagne: 
| Fiumi            | Montagne                                               |
| ---------------- | ------------------------------------------------------ |
| - Laututi Stream | - Mataalaosagamai Ridge - Le'olo Ridge - Mataala Ridge |

### Riserve naturali
- Parco nazionale delle Samoa americane

## Suddivisione in contee
Il distretto è suddiviso in 4 contee:
- Contea di Faleasao
- Contea di Fitiuta
- Contea di Ofu
- Contea di Olosega
- Contea di Taʻu